# Sulaiman Addonia
Sulaiman S.M.Y. Addonia (Om-Hajer, 1975?) is een Brits schrijver met Eritrese roots. 

## Biografie
Sulaiman Addonia is de zoon van een Ethiopische vader en een Eritrese moeder. De familie Addonia ontvluchtte het oorlogsgeweld in Eritrea na de moord op zijn vader. Ze belandden in 1977 in een vluchtelingkamp in Sudan en later, in 1984, verhuisden ze naar Saudi-Arabië. In 1990 migreerden ze naar London en werd er asiel aangevraagd. 
Addonia studeerde economie en ontwikkelingsstudies aan de School of Oriental and African Studies en University College London. In 2000 werd hij tot Brit genaturaliseerd. 
In 2008 debuteerde hij met de roman The consequences of Love. In 2009 verhuisde hij naar Brussel met zijn partner Lies Crayenest.

## Erkentelijkheden
- 2019 - Longlist voor de Orwell Prize
- 2021 - Finalist in de Lambda Literary Award for Bisexual Literature

## Publicaties
Romans
- The consequences of Love (2008)
- Silence is my Mother Tongue (2019)